# Quinaire (monnaie)
Pour l’article homonyme, voir Quinaire.
Le quinaire (quinarius nummus), est une monnaie romaine antique. Créée au IIIe siècle de la République romaine, c’est une monnaie d’argent qui vaut la moitié d'un denier, soit à sa création cinq as de bronze. Au début de la période impériale, l’appellation quinaire d’or (quinarius aureus) est aussi employée pour désigner le demi aureus d’or.

## Quinaire d’argent

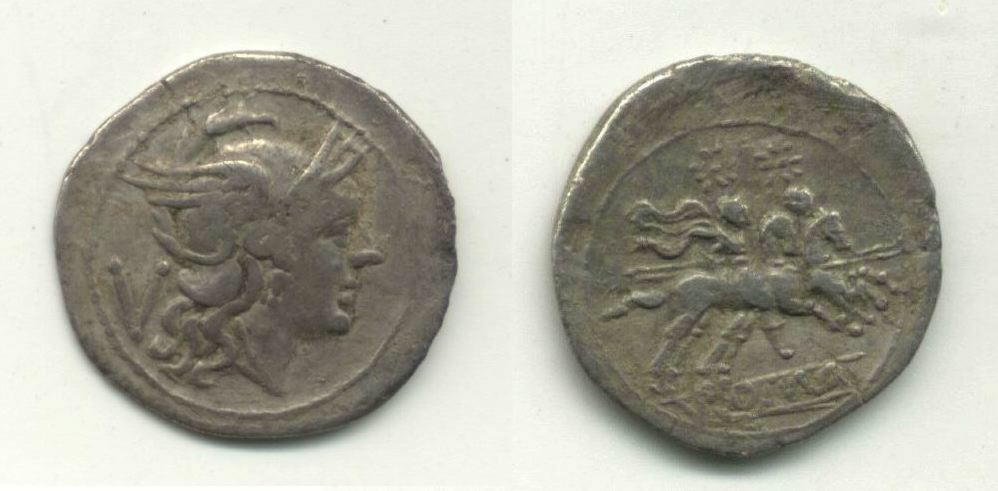
Quinaire ; avers : Rome casquée et marque V, revers, les Dioscures

Le quinaire d'argent commence à être frappé durant la deuxième guerre punique. Son rapport initial à la monnaie de bronze est de cinq as, d’où son appellation quinarius nummus dérivé de quintus, cinq, et la marque d’identification par le chiffre romain V sur les frappes. Le denier, autre monnaie d'argent marquée X, valait alors dix as, donc deux quinaires. Denier et quinaire portaient à l'avers la tête casquée de Rome personnifiée, au revers les Dioscures.
Vers 145 av. J.-C., le rapport entre le denier et l'as est modifié, le denier vaut alors 16 as au lieu de dix, et par suite le quinaire passe à huit as.

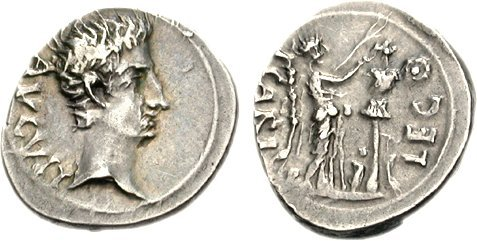
Quinaire d'argent à l'effigie d'Auguste, 1,84g, vers 25-23 av. J.-C.

## Quinaire d’or
Le quinaire d'or (quinarius aureus) ou demi aureus s’intègre dans le nouveau système monétaire défini à partir de 19 av. J.-C. par Auguste. Le mot « quinaire » est repris du nom donné au demi-denier d'argent pour signifier demi-pièce et n'a plus aucun rapport avec le chiffre cinq. 
|  | Aureus |

|  | Quinaire d'or |

|  | Denier |

|  | Quinaire d'argent |

|  | Sesterce |

|  | Dupondius |

|  | As |

|  | Semis |

|  | Quadrans |

|  |

En 64, la réforme monétaire de Néron abaisse le poids de l'aureus à 7,26 g, et le quinaire suit le mouvement.